# University of Natal Medical School
Die University of Natal Medical School, kurz Durban Medical School (DMS), war eine unselbstständige Hochschuleinrichtung in Durban zur Ausbildung von medizinischem Personal aus den nichteuropäischstämmigen („Non-Whites“) Bevölkerungsgruppen in Südafrika. Sie wurde 1951 unter dem Dach der University of Natal gegründet und betrieben.

## Vorgeschichte
Erste Bemühungen zur Ausbildung des künftigen medizinischen Personals aus der schwarzen Bevölkerungsgruppe gab es bereits seit 1921 in Durban. Es handelte sich um ein privates Krankenhaus, das von James Bennett McCord (vom American Board of Commissioners for Foreign Missions) unter späterer Mitwirkung des Amerikaners Alan B. Taylor in Durban-Wentworth entstand. In dieser Einrichtung erhielten schwerpunktmäßig Zulu eine medizinische Behandlung. Die hier tätigen schwarzen Ärzte hatten überwiegend in Edinburgh graduiert. Nebenbei wurde im kleinen Maßstab eine eigene Ausbildungseinrichtung aufgebaut. Das Ausbildungsziel lag in einer Qualifikation vergleichbar mit der des heutigen Krankenpflegepersonals. Die Schule konnte sich jedoch nicht halten, da sie von den Behörden als illegal angesehen und deshalb geschlossen wurde. Alan B. Taylor bemühte sich in den 1930er Jahren, für seine Idee einer medizinischen Ausbildung für Schwarze das Natal University College zu gewinnen.
Die Errichtung der Durban Medical School war eine Folgeentwicklung des seit 1936 in der ehemaligen Provinz Natal zugelassenen Hochschulstudiums für Bewerber aus dem Kreise der indischstämmigen Bevölkerung. Diese Öffnung des Natal University College war dem damaligen Vertreter Indiens, Kunwar Maharaj Singh, zu verdanken, der sich 1934 vor dem Universitätsrat dafür eingesetzt hatte. Auf seine Veranlassung hin wurden Teilzeitkurse eingerichtet, deren Beginn auf Freitagnachmittag gelegt war und die sich über das Wochenende erstreckten.
Zu diesem Zeitpunkt war in der Provinz Natal noch das King Edward VIII Hospital (KEH) für die Ausbildung von medizinischem Personal allein zuständig. Es war 1936 die wichtigste medizinische Versorgungseinrichtung für Schwarze und Inder in der Provinz. Parallel wurde im University College of Fort Hare ab 1937 ein Ausbildungsgang im Fachbereich Medizin unterhalten, der mit einem Diplom abschloss. Die Zahl der indischstämmigen Medizinstudenten stieg hier beträchtlich an, wodurch die zu erwartende Entscheidung zu Gunsten einer Bildungsstätte in Durban in deren Vorfeld weitere Unterstützung erhielt.
Schließlich legte die National Health Service Commission unter dem Vorsitz von Henry Gluckman im Jahre 1944 fest, dass Durban der Standort einer medizinischen Ausbildungsstätte für „Non-White“-Studenten werden soll.

## Gründung und Entwicklung
Die Eröffnung der Durban Medical School (zeitweilig auch Wentworth College genannt) erfolgte 1951, wobei gleichzeitig 44 Studenten (22 Schwarze, 20 Inder, 2 Coloureds) immatrikuliert wurden. Als Zugangsvoraussetzung galt eine „angemessene Vorbildung“. Zu dieser Zeit begann die Ausbildung mit einem zweijährigen Vorkurs (pre-medical training), dem eine fünfjährige medizinische Ausbildung folgte. Für den Vorbereitungskurs waren jährlich 60 Pfund und danach jeweils 70 Pfund zu zahlen. Von Regierungsstellen wurden jährlich 15 Stipendien zur Verfügung gestellt, die im Vorkurs 150 Pfund und im Hauptstudium 200 Pfund pro Jahr umfassten. Nach der Einführung der neuen südafrikanischen Währung gewährte die für Stipendien zuständige Stelle folgende jährliche Geldbeträge, für den Vorkurs 300 Rand und für die folgenden Studienjahre 400 Rand. Die Unterstützung von „Non-White“-Studenten mit Stipendien war lange Zeit ein Betätigungsfeld privater Stiftungen. Das staatliche Stipendienprogramm des Department of Education, Arts and Science für Medizinstudenten an der Durban Medical School war damals das einzige größere staatliche Programm dieser Art in Südafrika.
Vor ihrer Inbetriebnahme fand die Frage einer öffentlichen Förderung der ärztlichen Ausbildung für Bewerber aus der schwarzen Bevölkerung in der Fachdiskussion und im politischen Diskurs eine starke Beachtung. Deren Dringlichkeit wurde angesichts der geringen Zahl schwarzer Ärzte offenkundig wahrnehmbar. Diese Position vertrat der Prinzipal der Natal University, Ernst Gideon Malherbe, mit Nachdruck. Die von der Regierung abgelehnte Stipendienvergabe für Medizinstudiengänge an der University of the Witwatersrand fand deshalb Kritik, da hierdurch schwarze Studenten zur neuen Durban Medical School hingeführt werden sollten und auf diese Weise von einer Immatrikulation an anderen Universitäten abgehalten würden. Das Ausbildungsdefizit wurde 1962 vom Administrator der Provinz Natal, Theodor Gerdener, öffentlich eingestanden. Er wies in einer Rede darauf hin, dass in Südafrika 8000 weiße Ärzte praktizieren, die in der Hälfte ihrer Arbeitszeit „Non-White“-Patienten behandeln würden und es im Gegenzug landesweit nur 120 „Non-White“-Ärzte gäbe. Nach Feststellung von S. M. Naude, dem Vorsitzenden des Council for Scientific and Industrial Research, gab es 1966 nur 20 schwarze Ärzte, die in Reservaten ihrer Bevölkerungsgruppe praktizierten. Die inländische Lage verschärfte sich noch dadurch, dass sich einige Personen aus der kleinen Gruppe von Absolventen entschloss, eine berufliche Stellung im Ausland anzunehmen, weil ihnen eine vergleichbare Anstellung wegen der Apartheid in Südafrika nicht ermöglicht wurde. Konkret war eine Leitungsfunktion über weiße Mitarbeiter für schwarze Absolventen ausgeschlossen.
Im Jahre 1975 wurde Y. K. Seedat als erste schwarze Person in das Federal Council of the Medical Association of South Africa (deutsch etwa: „Föderalrat der Ärztevereinigung Südafrikas“) gewählt. Er war zu diesem Zeitpunkt an der Durban Medical School als Senior Lecturer tätig. Zwischen 1978 und 1994 wirkte Seedat als Professor und Head of Medicine an der University of Natal Medical School.
In der Ansprache des Ministers für Nationale Bildung, Sport und Erholung, Piet Koornhof, am 10. Februar 1976 vor dem südafrikanischen Parlament zog dieser eine Bilanz über die erlangte Wirkung der Durban Medical School. Demnach waren seit ihrer Gründung 8,316 Millionen Rand für laufende Kosten ausgegeben worden. Bis Ende 1975 hatten hier 46 Coloured-Studenten, 350 indischstämmige und 199 schwarze Studenten graduiert. Nun sollte jedoch eine fundamentale Veränderung im medizinischen Ausbildungssektor für „Non-White“-Personen vorgenommen werden, in deren Folge eine neue Medical University (MEDUNSA) gegründet werden. Für diesen Zweck diente ein Gesetz, der Medical University of Southern Africa Act (Act No. 78 / 1976), dessen Ziel eine neue Ausbildungseinrichtung ausschließlich für schwarze (Bantu national unit) Mediziner bei der Industriesiedlung Ga-Rankuwa war. Die University of Natal Medical School sollte künftig nur noch indischstämmigen Personen zur Verfügung stehen. Gegen diese Pläne erregte sich Protest. Am 29. Oktober 1977 fand an der University of Natal Medical School ein landesweit beachteter Studentenstreik statt, der sich gegen das vorgeschlagene Auslaufen der Immatrikulationen schwarzer Studenten an dieser Einrichtung richtete. Aus deren Kreis wurde auch deutlich artikuliert, dass die multiethnische Zusammensetzung im Alltagsleben keine Spannungen erzeugt habe, die gegenteilige Behauptung sei eine „Täuschung der Apartheid“. Das technische und akademische Personal stellte sich der Sache nach hinter die meisten studentischen Forderungen, lehnte jedoch eine Blockade der laufenden akademischen Aktivitäten in diesem Zusammenhang ab. Eine Delegation aus der Universität traf sich mit dem nationalen Bildungsminister zu einem Gespräch, in dessen Ergebnis dieser einige Zugeständnisse in Aussicht stellte.
Durch den Minister of National Education erfuhr das südafrikanische Parlament von den Plänen der Regierung, an der University of Natal Medical School künftig die Immatrikulation weißer Studienbewerber zuzulassen. Der Dekan der Einrichtung erklärte öffentlich, dass auch im Jahr 1979 schwarze Studienbewerber aufgenommen würden.
Die University of Natal Medical School wurde im Jahre 2000 anlässlich ihres 50-jährigen Bestehens in Nelson R. Mandela School of Medicine umbenannt. Seit 2004 ist sie eine Einrichtung der University of KwaZulu-Natal.

## Bekannte Absolventen
- Ronnie Green-Thompson, Staatssekretär für Gesundheitsfragen in der Provinzregierung von KwaZulu-Natal
- Soromini Kallichurum, Dekan und erste Lehrstuhlinhaberin im Department of Anatomical Pathology
- Frank Mdlalose, Gesundheitsminister (1991), danach Minister ohne Geschäftsbereich im Kabinett Buthelezi, National Chairman IFP, Premierminister KwaZulu-Natal (1994 bis 1997)
- Zweli Mkhize (* 1956), Gesundheitsminister (1994 bis 2004) der Provinz KwaZulu-Natal
- Ben Ngubane, Mitglied der Parteiführung IFP, Premierminister KwaZulu-Natal (1997 bis 1999)
- Mamphela Ramphele (* 1947), Vice-Chancellor (1996 bis 2000) der Universität Kapstadt
- Nkosazana Zuma (* 1949), südafrikanische Gesundheitsministerin im Kabinett Mandela, Außenministerin (1999 bis 2009) im Kabinett Mbeki, Innenministerin (2009 bis 2012) im Kabinett Zuma I